# Adnan Al-Hafez
Adnan Al-Hafez (en árabe: عدنان الحافظ‎; Homs, Siria, 23 de abril de 1984) es un exfutbolista de Siria que jugaba en la posición de guardameta.

## Carrera

### Club
| Periodo   | Club                     |
| --------- | ------------------------ |
| 2002-2009 | Al Karamah FC            |
| 2009–2010 | Al-Taliya                |
| 2010–2014 | Al-Wahda Damasco         |
| 2014–2015 | Al Karamah FC            |
| 2015-2016 | US Martelenge            |
| 2016-2018 | SC Hoegaarden-Outgaarden |
| 2018-2019 | WS Wommersom             |

### Selección nacional
Jugó para Siria en tres ocasiones de 2006 a 2011, participó en la Copa Mundial de Fútbol Sub-20 de 2005, en los Juegos Asiáticos de 2006 y la Copa Asiática 2011.

## Logros
- Liga Premier de Siria (4): 2005-06, 2006-07, 2007-08, 2013-14
- Copa de Siria (4): 2006-07, 2007-08, 2012, 2013
- Supercopa de Siria (1): 2008